# Charles L. Stevenson
Charles Leslie Stevenson (* 27. Juni 1908 Cincinnati, Ohio; † 1979) war ein US-amerikanischer Philosoph. Er arbeitete vor allem auf den Gebieten der Ethik und der Ästhetik.

## Leben
Stevenson studierte zunächst englische Literatur an der Yale University, danach Philosophie an der Universität Cambridge bei G.E. Moore und Ludwig Wittgenstein (1930–33), später an der Harvard University (1933–35). Er promovierte 1935 in Harvard, wo er bis 1939 als Lecturer arbeitete. 1939–46 war er Assistant Professor in Yale, 1946–77 Professor für Philosophie an der Universität von Michigan in Ann Arbor. 1963 wurde er in die American Academy of Arts and Sciences gewählt.

## Lehre
Stevenson ist hauptsächlich bekannt durch seine metaethische These, sittliche Wert-Urteile hätten keinerlei deskriptiven Charakter (Non-Deskriptivismus), sondern dienten einzig und allein dem Zweck, Emotionen hervorzurufen, um damit andere zu beeinflussen oder zu überzeugen. Er ist damit – neben Alfred Jules Ayer – einer der führenden Vertreter des Emotivismus.
Grundlage von Stevensons metaethischen Thesen ist seine Theorie der Bedeutung, die auf den Arbeiten von Charles Kay Ogden und I. A. Richards aufbaut. Gemäß dieser Theorie dient Sprache nur der psychologischen Beeinflussung des Hörers, indem bei ihm durch Reize bestimmte psychische Reaktionen hervorgerufen werden sollen.

## Ausgewählte Werke
- Ethics and Language, New Haven Conn., London 1944, ISBN 0-300-00975-5.
- Facts and Values. Studies in Ethical Analysis, New Haven Conn., 1963, ISBN 0-8371-8212-3.